# Mátraballa
Mátraballa ist eine ungarische Gemeinde im Kreis Pétervására im Komitat Heves.

## Geografische Lage
Mátraballa liegt 28 Kilometer nordwestlich des Komitatssitzes Eger und 7 Kilometer südwestlich der Kreisstadt Pétervására am Fluss Balla-patak. Nachbargemeinden sind Bodony, Ivád, Mátraderecske und Mátramindszent.

## Geschichte
Im Jahr 1913 gab es in der damaligen Kleingemeinde 204 Häuser und 1118 Einwohner auf einer Fläche von  4580 Katastraljochen. Sie gehörte zu dieser Zeit zum Bezirk Pétervására im Komitat Heves.

## Gemeindepartnerschaft
- Širkovce, Slowakei[3]

## Sehenswürdigkeiten
- Heimatmuseum der Palóczen
- Nepomuki-Szent-János-Statue
- Páduai-Szent-Antal-Statue
- Pfarrhaus aus dem Jahr 1806
- Römisch-katholische Kirche Szent Miklós püspök, ursprünglich im Mittelalter erbaut, im 18. Jahrhundert im barocken Stil umgebaut
- Skulptur A csodaszarvas, erschaffen von Róbert Király
- Weltkriegsdenkmal

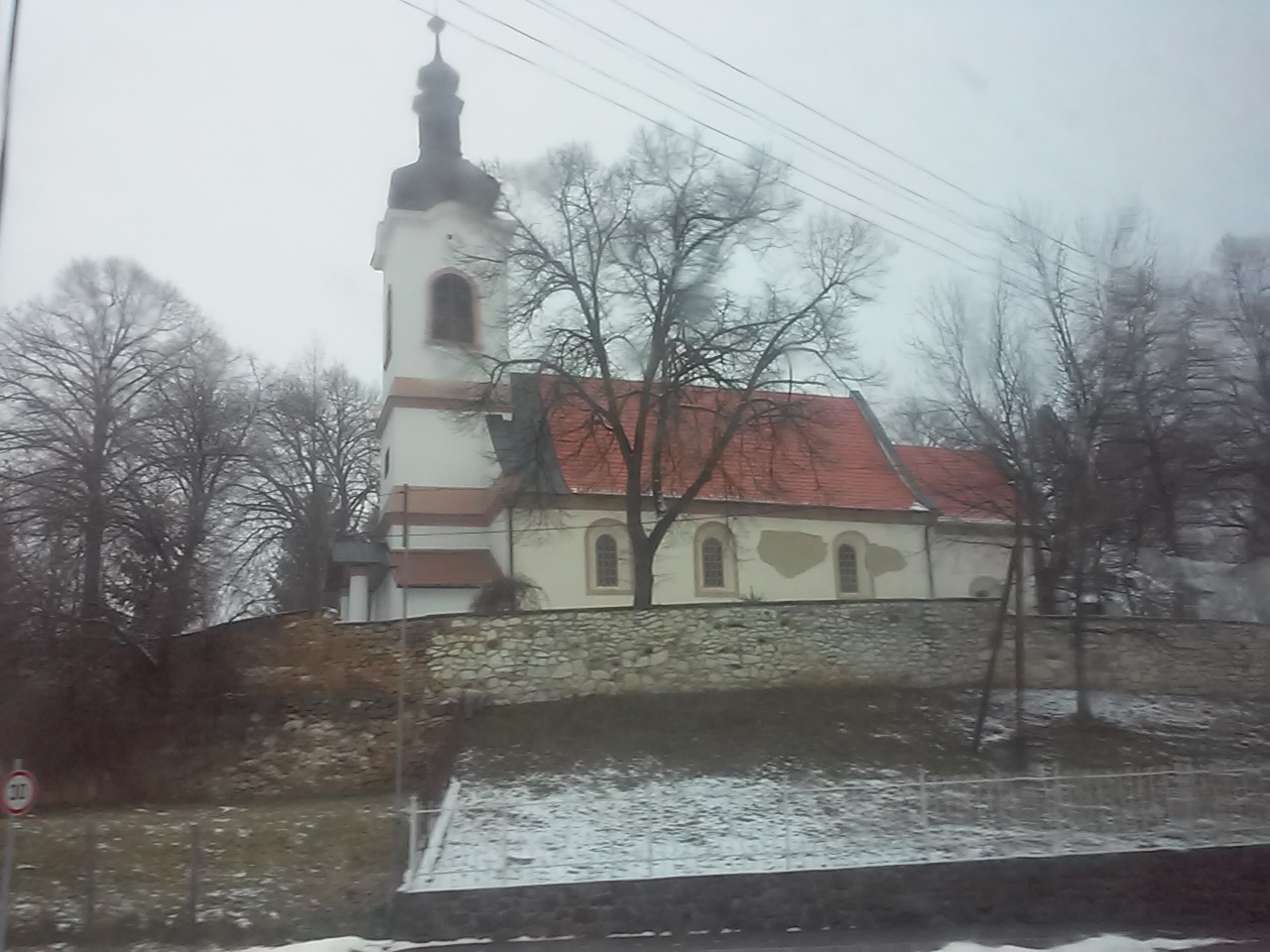
Römisch-katholische Kirche Szent Miklós püspök
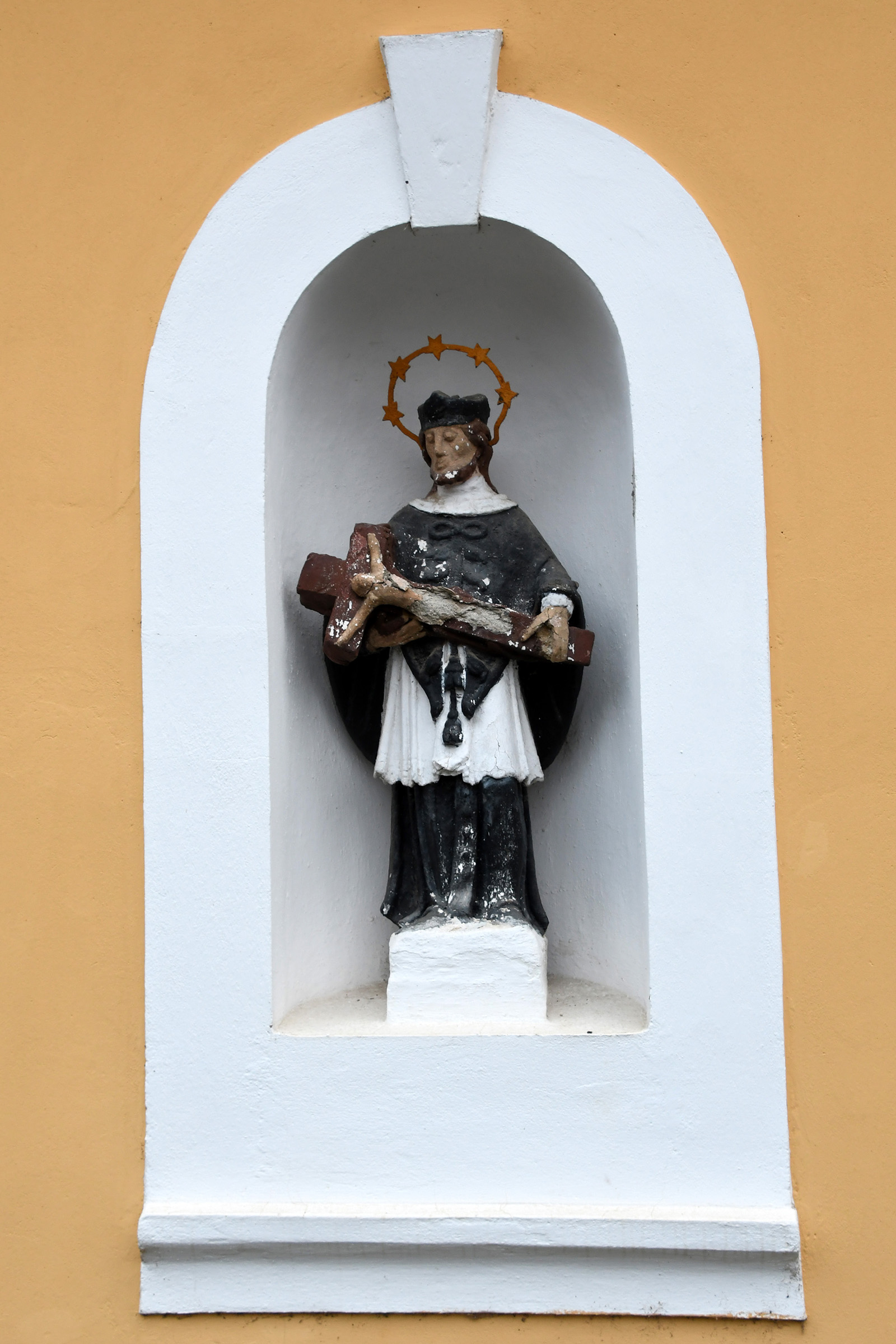
Nepomuki-Szent-János-Statue
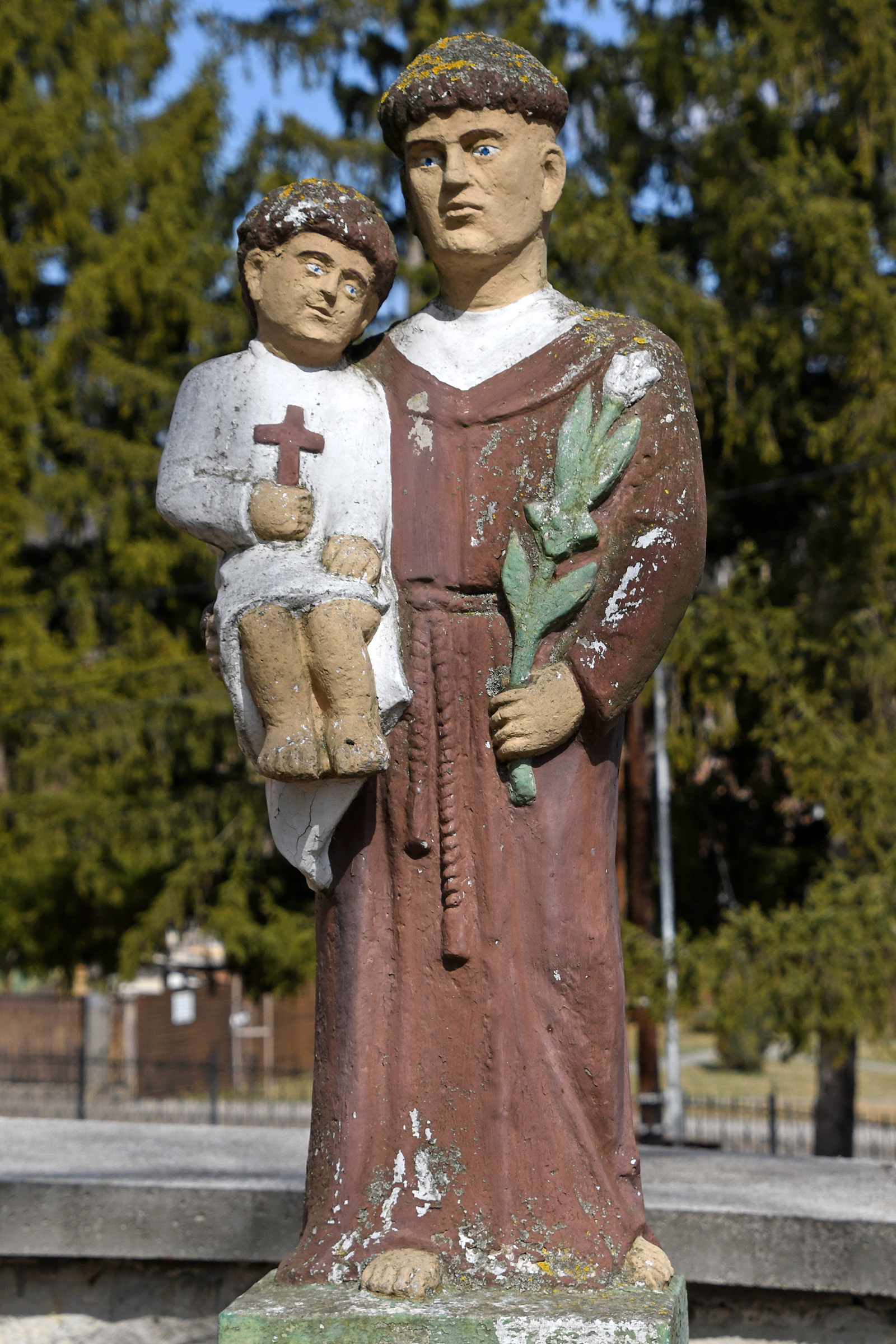
Páduai-Szent-Antal-Statue
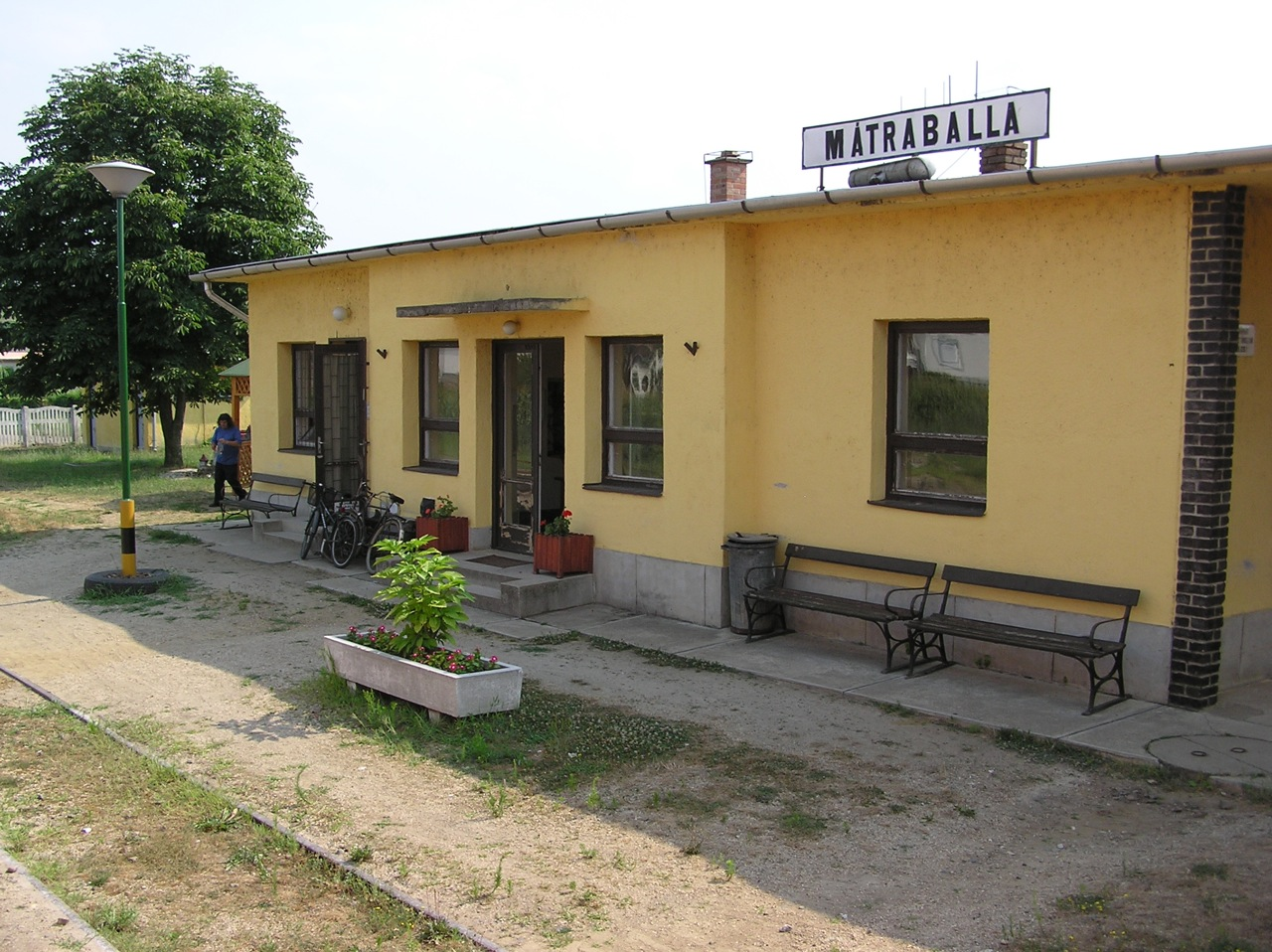
Bahnhofsgebäude

## Verkehr
Durch Mátraballa verläuft die Landstraße Nr. 2411. In der Gemeinde gibt es einen Bahnhof, der an der Eisenbahnstrecke von Kisterenye nach Kál-Kápolna liegt, jedoch wurde der Personenverkehr auf dieser Strecke 2007 eingestellt, so dass Bahnreisende den nächstgelegenen Bahnhof in Kisterenye, einem Stadtteil von Bátonyterenye nutzen müssen. Es bestehen Busverbindungen über Ivád nach Pétervásara, über Recsk nach Eger sowie nach Mátraterenye.